# Big Machine Records
Big Machine Records es un sello discográfico independiente estadounidense especializado en la música country y pop. Fue creado en 2005 por el ejecutivo Scott Borchetta de DreamWorks Records. La discográfica era parte de una empresa conjunta entre Borchetta (20%) y el cantante Toby Keith (80%), aunque Keith dejó caer su afiliación en 2019
. Big Machine fue creada en Nashville, Tennessee, y distribuida por Universal Music Group. La discográfica ha ganado diez premios Grammy, de treinta y una nominaciones gracias a la cantante Taylor Swift. Aunque esta última terminó su afiliación en 2019, alegando el robo de sus seis primeros álbumes como motivo.
En noviembre de 2007, Big Machine Records fundó un sello subsidiario llamado Valory Music Group. Los actos firmados a esta lista se incluyen a Jimmy Wayne (que firmó antes de Big Machine), junto con Jewel, y Justin Moore. A finales de 2008, La discográfica comenzó a promover actos canadienses, Adam Gregory y Emerson Drive, quienes también firmaron contrato con Midas Records. Big Machine ha eliminado a la promoción de los dos artistas en 2009.
Big Machine se unió con Universal Republic Records en junio de 2009 para fundar una nueva discográfica llamada Republic Records Nashville.

## Artistas de Big Machine

### Artistas actuales
- Sugarland
- Badflower
- Jon Hume

### Artistas antiguos
- Garth Brooks (Big Machine/Pearl; solo promocional)
- Taylor Swift (2006-2018)
- Dusty Drake
- Adam Gregory (Big Machine/Midas/Open Road; solo promocional)
- Jack Ingram[5]
- Trisha Yearwood
- Kate & Kacey
- Danielle Peck
- Melissa Peterman
- Steel Magnolia
- Fisher Stevenson
- Sunny Sweeney
- Jimmy Wayne
- Laura Marano